# Wehl

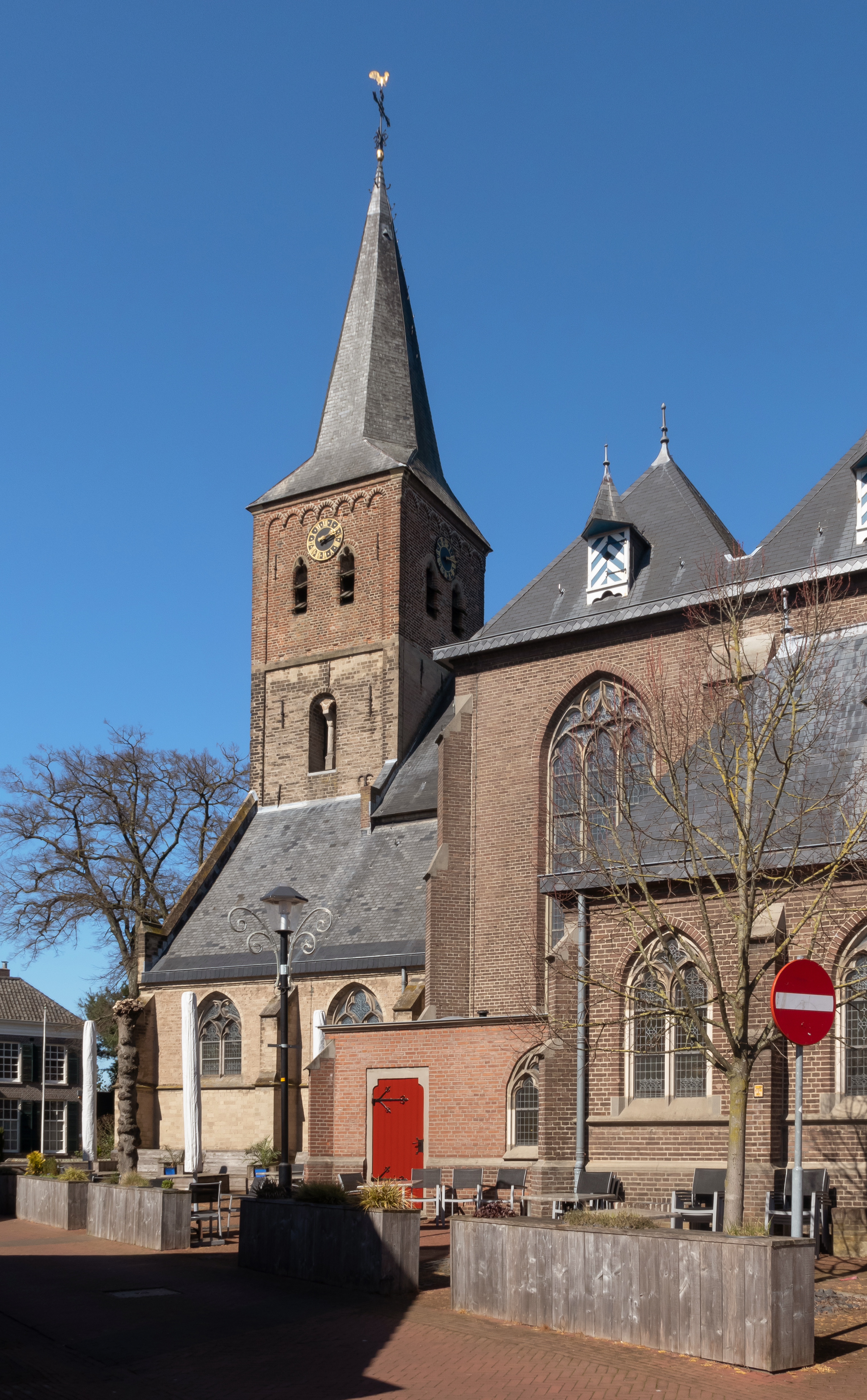
Wehl, toren van de Sint-Martinuskerk

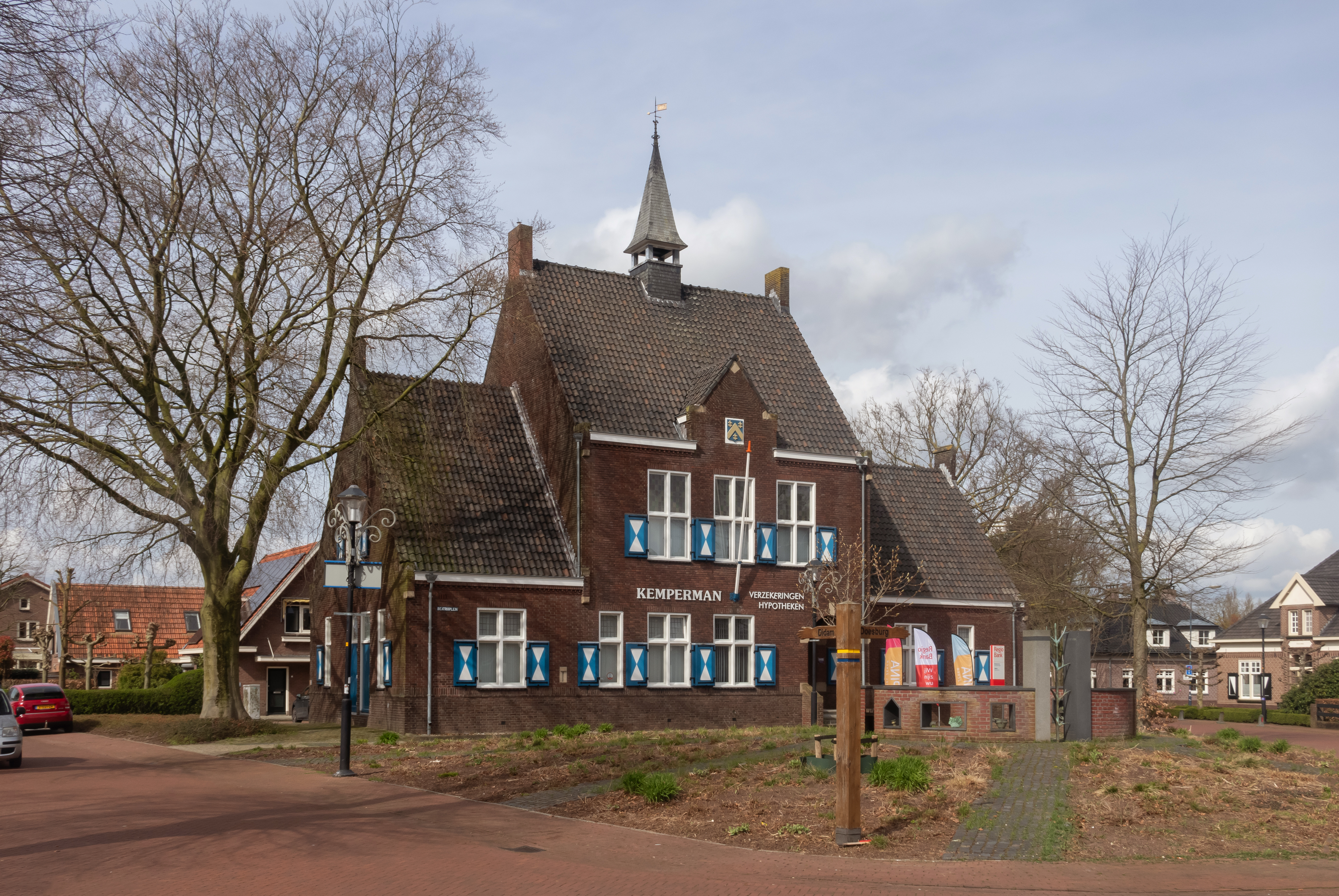
Wehl, voormalige gemeentehuis

Wehl (Nederfrankisch en Nedersaksisch: Wael) is een plaats in de gemeente Doetinchem en gelegen in de Gelderse regio de Liemers. De plaats telt 7.130 inwoners (2023).
Tot 2005 was Wehl een zelfstandige gemeente, maar ten gevolge van een gemeentelijke herindeling werd Wehl (samen met het Zelhemse Broek) bij de buurgemeente Doetinchem gevoegd.

## Geschiedenis
De naam Wehl (Weel) komt rond het jaar 1200 voor het eerst in akten voor. Archeologische vondsten dateren uit de 12e eeuw. Tufstenen geledingen van de toren van de rooms-katholieke Sint-Maartenskerk dateren uit deze tijd. (De rest van de neogotische kerk is in 1916 door Jan Lendering herbouwd.)
Sinds 1406 viel Wehl onder Kleefse graven en het bleef ruim vier eeuwen Kleefs en later Pruisisch. Het maakte deel uit van de administratieve eenheid Zeddam. In de Franse tijd werd het als deel van Zeddam door Pruisen afgestaan aan Nederland. Op 17 december 1813 werd Wehl losgemaakt en werd het als zelfstandige gemeente aan Pruisen terug gegeven. Na het Congres van Wenen werd de gemeente Wehl op 1 juni 1816 weer Nederlands. In Nederland bleef het zelfstandig en niet herenigd met Zeddam. Op 1 januari 2005 werd de gemeente opgeheven en bij Doetinchem gevoegd.
In de 18e eeuw kwam er ook een protestantse kerk in Wehl. Die kerk werd in 1858 vervangen door de huidige Hervormde kerk.
De oorspronkelijke bebouwing van het dorp was tot aan 1945 aan de huidige Stationsstraat, Grotestraat, Didamseweg, Keppelseweg en Beekseweg. Vanaf 1945 is er veel nieuwbouw gekomen en groeide het aantal woningen en algemene voorzieningen in rap tempo.
Volgens een oud verhaal zou Karel de Grote op de Hettenheuvel hebben gestaan, over de vlakte van Wehl hebben uitgekeken en hebben gezegd: "Wat Een Heerlijk Land", waarbij de eerste letters van de woorden het woord Wehl vormen.

## Bezienswaardigheden en monumenten
- Hagelkruis Wehl
- Lijst van rijksmonumenten in Wehl
- Lijst van gemeentelijke monumenten in Wehl

## Infrastructuur
Wehl is gelegen aan de rijksweg A18. Tussen Wehl en Kilder ligt een aansluiting van deze snelweg. Wehl heeft tevens ontsluiting middels enkele provinciale wegen. De N815 Wehl richting Kilder, de N814 Wehl richting Hummelo en de N813 A12/Zevenaar richting Doetinchem. Wehl ligt tevens aan de spoorlijn Arnhem - Winterswijk. Het stationsgebouw van station Wehl werd begin 2010 gesloopt om ruimte te maken voor woningbouw. De perrons zijn echter wel gebleven. Begin 2010 werd bekend dat ProRail vanaf Wehl richting Doetinchem 1,5 kilometer dubbelspoor wil leggen om vertragingen te voorkomen. De buurtbus tussen 's-Heerenberg en Didam gaat op de heen- en terugweg via het treinstation in Wehl.

## Verenigingsleven
Wehl kent een aantal sport- en recreatieverenigingen.
Sport
- SV Concordia-Wehl (heren en dames)
- SV Halley, SV NOAD

Veel van deze verenigingen maken gebruik van de faciliteiten die Wehl biedt.
- De Byvoorde (buitenzwembad)
- De Grindslag (voetbalvelden)
- Koningin Beatrix Centrum (sporthallen en toneelzaal)

## Geboren in Wehl
- Eva Damen, actrice
- Arjan Goorman, voetballer
- Theo Hendriksen (1907-2001), hulpbisschop van Utrecht (1961-1969)
- Chris Mijnarends, hockeyer
- Mathieu Rosmuller, singer-songwriter
- Tim Sanders, voetballer